# 咸興大劇場
咸興大劇場（ハムンだいげきじょう）は、朝鮮民主主義人民共和国咸鏡南道咸興市にある、大規模な芸術劇場である。

## 概要
咸興市にある近代劇場である。平羅線咸興駅から約1km程である。

## 劇場設備

### 面積
- 総敷地面積11万㎡
- 建築面積58000㎡

### 座席
- 2500席の大ホール
- 700席の小ホール

### 付属室(一部)
- 練習室
- 録音スタジオ
- コンサート準備室
- 各種技術室

### 設備
- 回転ステージ
- 昇降機付ステージ

### 外装
- 26mの柱14本がある。
- 外壁は、革命歌劇の主人公を元にした、彫刻が彫られている。

## 交通
- 朝鮮民主主義人民共和国鉄道省平羅線咸興駅
- 大韓民国国道7号線(釜山穏城線)